# Cliff 'Em All!
Cliff 'Em All es una recopilación de conciertos como tributo al difunto bajista de Metallica, Cliff Burton. Murió en un accidente de autobús el 27 de septiembre de 1986, cerca de Ljungby (Suecia), durante la gira europea Damage Inc. Tour.
El vídeo es una retrospectiva a los tres años y medio que Burton estuvo con Metallica, presentando una colección de grabaciones piratas de conciertos por los fanes, vídeos profesionales y cortos de televisión que usaron para sus mejores solos de bajo, fotografías personales y conciertos en vivo. 
Fotografías y narraciones con la banda (Lars Ulrich, James Hetfield y Kirk Hammett bebiendo cerveza) son colocados entre canciones que se concentran en Burton. El vídeo termina con el interludio melódico Orion mientras aparecen fotografías de Cliff.
Con este vídeo, la banda trata de mostrar la personalidad única y el estilo que él tenía. Mientras aparentemente la película se concentra en Burton, esto también ha dado un raro vislumbre a Metallica porque documentó su temprana carrera. Esto contrasta bruscamente con el estilo de la banda representada en la película Some Kind of Monster.
Cliff 'Em All está disponible en VHS y DVD.

## Contenido del vídeo
El vídeo incluye:

Detroit, 4 de abril de 1986 - "Recibiendo a Ozzy"

Grabado desde la izquierda del escenario.
- Creeping Death.
- Am I Evil?
- Damage, Inc.

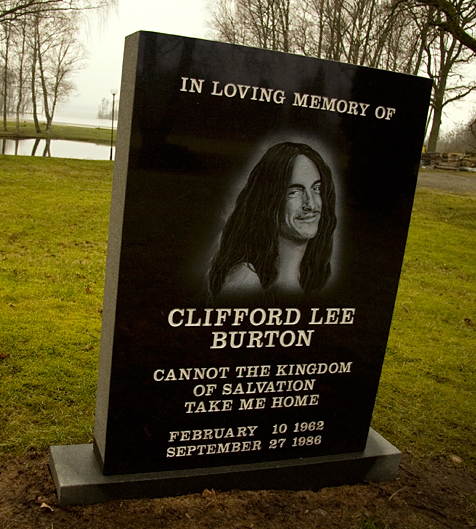
Monumento en conmemoración de Cliff Burton cerca del lugar en el que falleció.

Long Island, 28 de abril de 1986 - "Todavía Bebiendo con el Ozzy Tour"

Grabado desde el suelo, encima de las cabezas.
- Master of Puppets.

The Stone, San Francisco, 19 de marzo de 1983 - "Segundo Gran Concierto de Cliff"

Grabado desde el suelo.
- (Anesthesia) Pulling Teeth.
- Whiplash.

Alemania, 14 de septiembre de 1985 - "Metal Hammer Fest Abriendo Con Venom, Nazareth, Cerveza!"

Grabación profesional.
- The Four Horsemen.
- Fade to Black.
- Seek and Destroy.

Dinamarca, 6 de julio de 1986 - "Festival de Roskilde con Phil Collins, Eric Clapton, Elvis Costello y Big Country"

Grabado desde el suelo, con cortes.
- Welcome Home (Sanitarium).
- (Anesthesia) Pulling Teeth.

Oakland, 31 de agosto de 1985 - "Day On The Green"

Grabado desde el suelo. For Whom the Bell Tolls (grabado profesional).
- Solo de Cliff.
- For Whom the Bell Tolls.

Chicago, 12 de agosto de 1983 - Recibiendo a Raven en el Kill'Em All For One Tour

Grabación profesional.
- No Remorse.
- Metal Militia.

- Datos: Q1753530